# Competizione aeronautica da Londra a Manchester del 1910

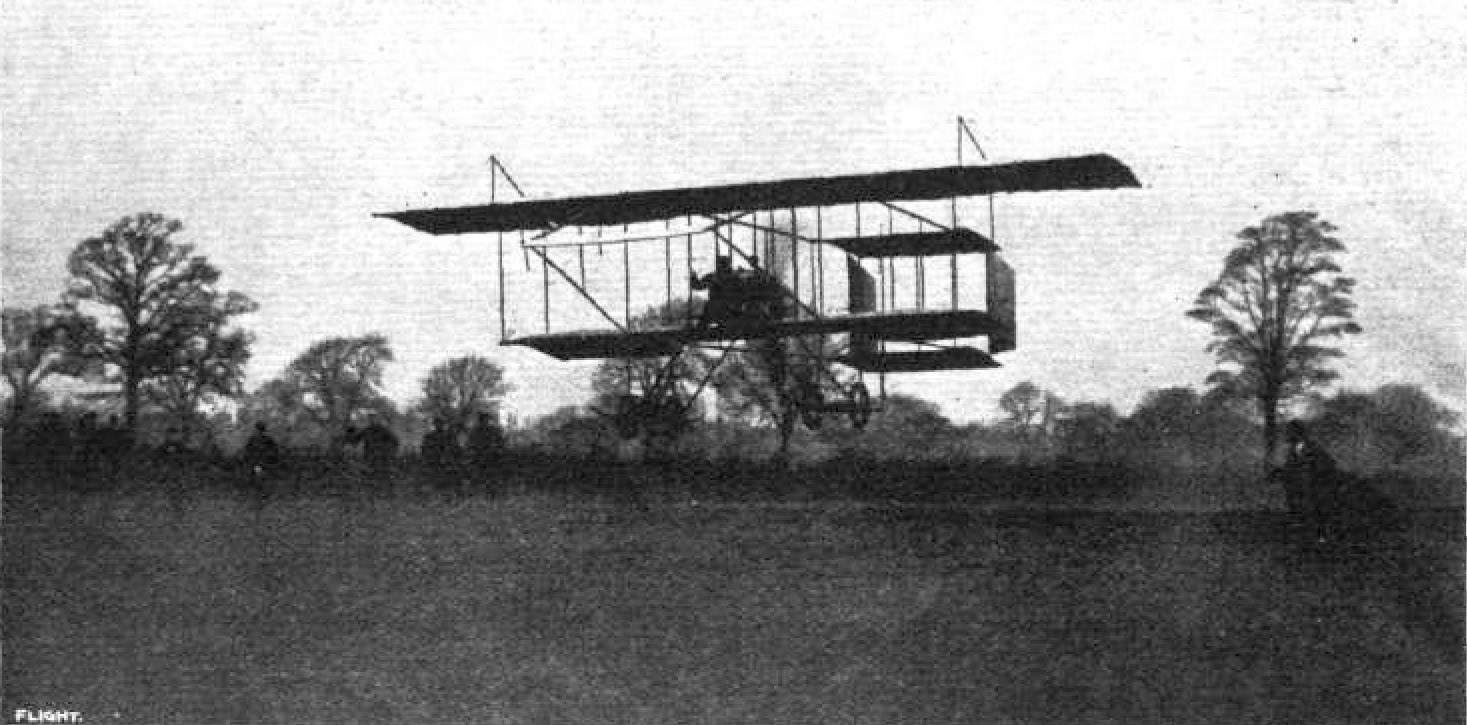
Paulhan atterra con il suo biplano Farman III a Didsbury, vincendo la sfida

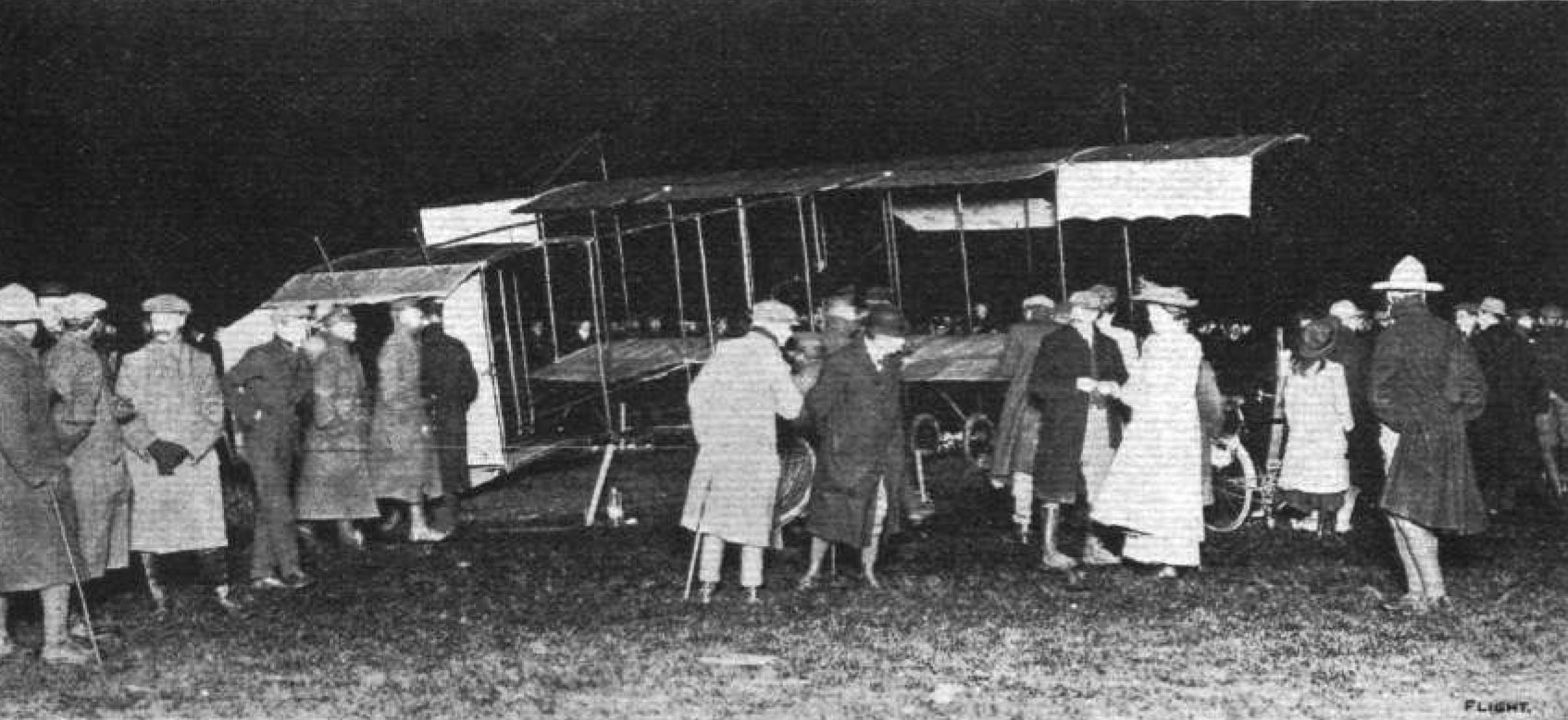
L'aeroplano di Paulhan a Lichfield, la mattina di mercoledì 27 aprile 1910

La competizione aeronautica da Londra a Manchester del 1910 si svolse tra due aviatori, ciascuno dei quali tentò di vincere la sfida di raggiungere Manchester da Londra con una macchina più pesante dell'aria, proposta dal quotidiano Daily Mail nel 1906. Il premio di 10.000 sterline fu vinto nel mese di aprile 1910 dal francese Louis Paulhan.
Il primo a fare il tentativo fu Claude Grahame-White, un aviatore inglese di Hampshire: decollò da Londra il 23 aprile 1910 e fece la sua prima tappa in programma a Rugby. Il suo biplano successivamente ebbe problemi al motore, costringendolo ad atterrare di nuovo, vicino a Lichfield. I forti venti resero impossibile a Grahame-White il proseguimento del suo viaggio, e il suo aereo subì ulteriori danni a terra a causa del vento.
Mentre l'aereo di Grahame-White era in riparazione a Londra, il successivo 27 aprile decollò Louis Paulhan, in direzione di Lichfield. Poche ore dopo Grahame-White venne a conoscenza della partenza di Paulhan e partì subito all'inseguimento. La mattina seguente, dopo un decollo notturno senza precedenti, aveva quasi raggiunto Paulhan, ma il suo aereo era in sovrappeso e fu costretto ad ammettere la sconfitta. Paulhan raggiunse Manchester la mattina del 28 aprile, vincendo la sfida. Entrambi gli aviatori celebrarono la sua vittoria in un pranzo speciale tenutosi presso l'Hotel Savoy di Londra.
L'evento ha segnato la prima competizione aerea a lunga distanza in Inghilterra, il primo decollo notturno di una macchina più pesante dell'aria e il primo volo a motore verso Manchester da fuori città. Paulhan ripeté il viaggio nel mese di aprile del 1950, nel quarantesimo anniversario del volo originale, questa volta come passeggero a bordo di un jet da combattimento britannico.